# BTR (véhicule)
Pour les articles homonymes, voir BTR.
BTR est l'abréviation du terme russe de Bronetransporter (Бронетранспортёр), signifiant littéralement « transporteur blindé » ou « blindé de transport ». C'est sous cette désignation générale que sont rangés la plupart des véhicules de transport de troupes produits en Union soviétique après la Seconde Guerre mondiale, puis en Russie.

## Modèles chenillés

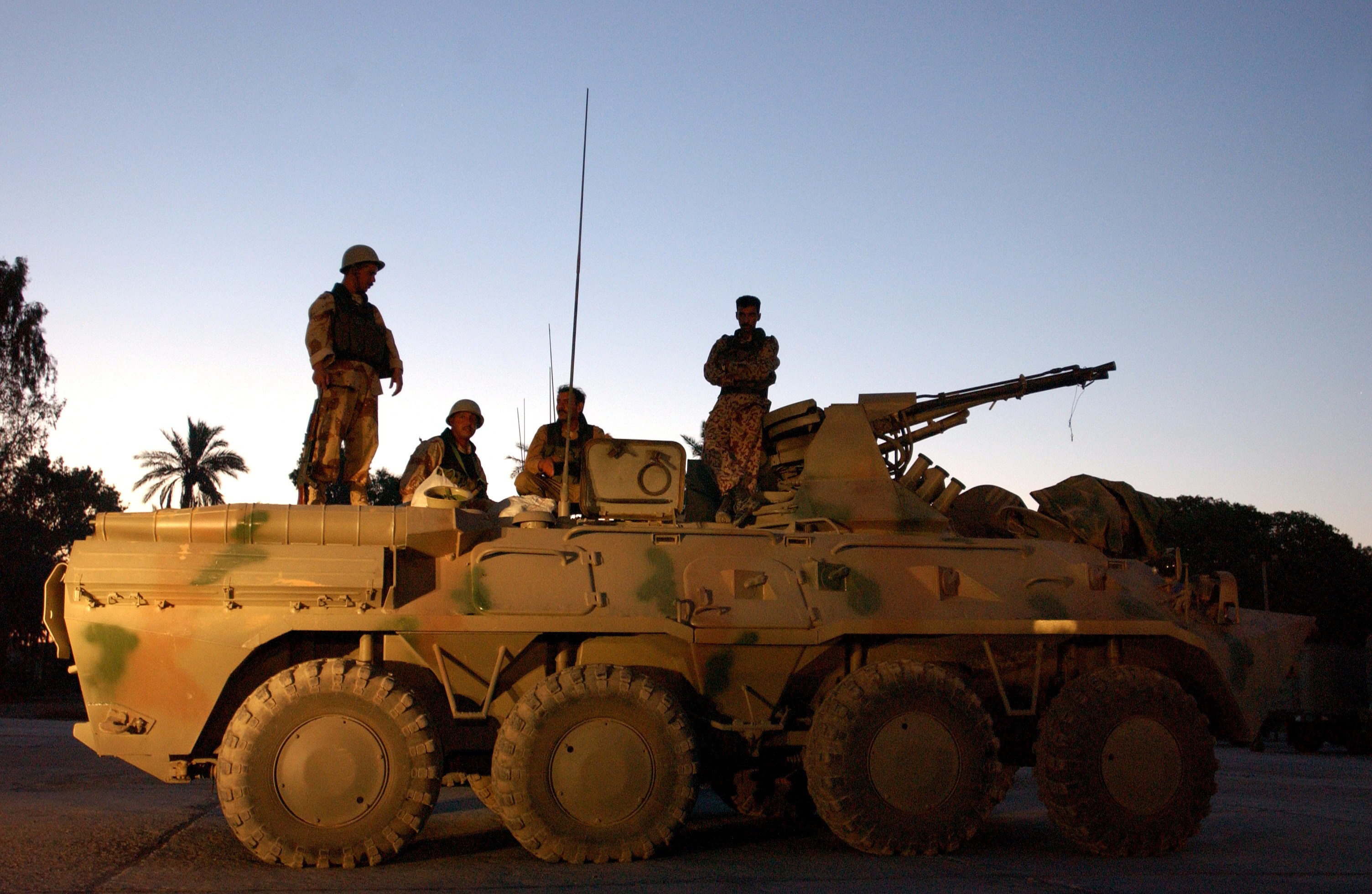
Un BTR-94 à Bagdad en 2004.

- BTR-50

## Modèles à roues
- BTR-40
- BTR-60
- BTR-70
- BTR-80
- BTR-90
- BTR-94
- BTR-152